# Dicranota (Rhaphidolabis) ompoana
Dicranota (Rhaphidolabis) ompoana is een tweevleugelige uit de familie Pediciidae. De soort komt voor in het Palearctisch gebied.